# کروماتوگرافی مایع با کارآیی بالا

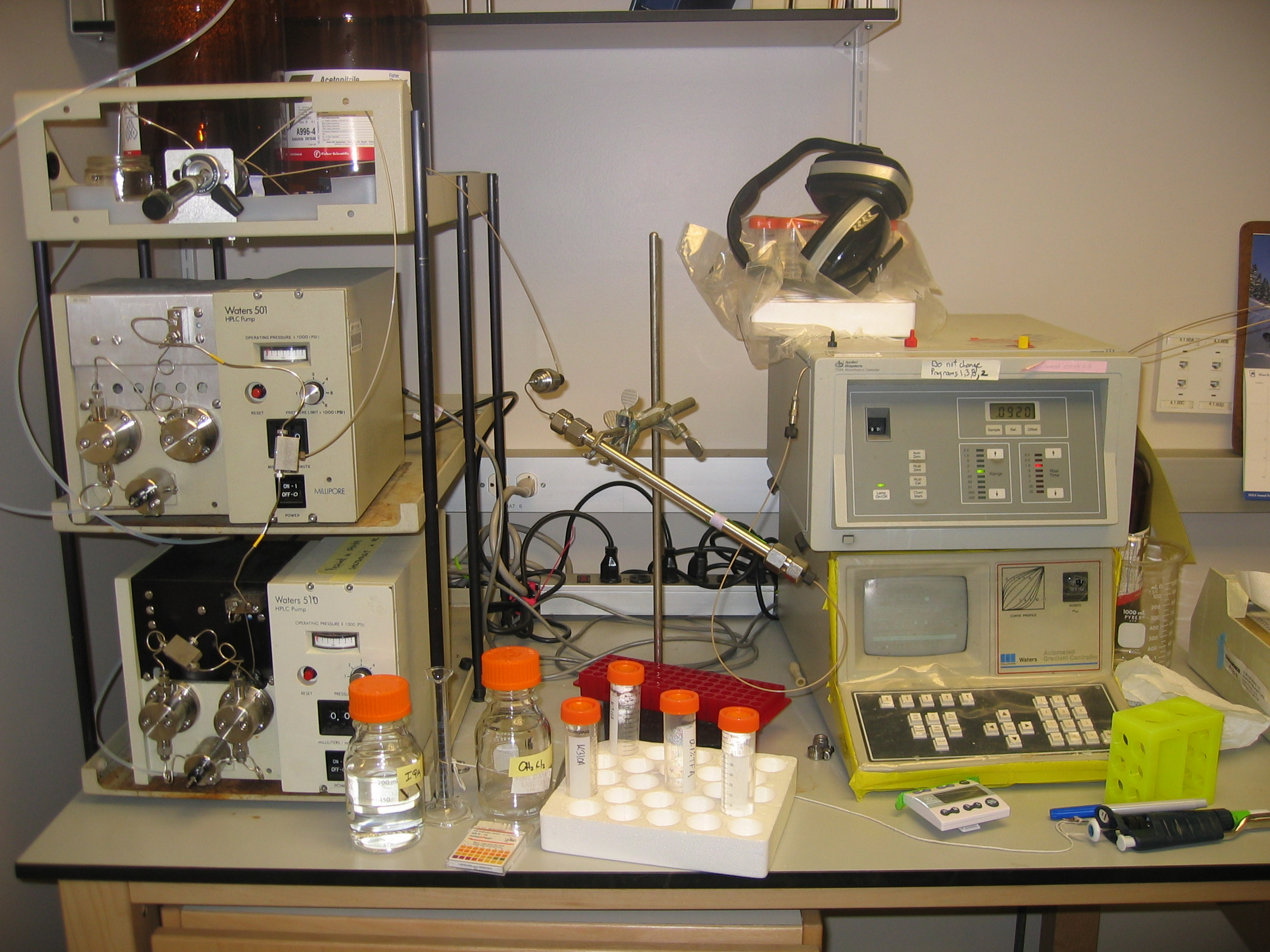
یک نمونه دستگاه سَوانگاری مایعی کارا.

کروماتوگرافی مایعی کارا یا سَوانگاری مایعی کارا (High-performance liquid chromatography) نوعی کروماتوگرافی (سَوانگاری) مایعی است که در آن فاز مایع به‌آسانی تغییر می‌کند و در قدرت تفکیک و زمان تجزیه اثر می‌گذارد. سَوانگاری مایعی کارا در پمپ‌های متکی به عبور یک حلال مایع تحت فشار، حاوی مخلوط نمونه از ستون پر شده با ماده جاذب جامد است. هر عنصر در نمونه با برخورد کمی متفاوت با مواد جاذب، باعث سرعت جریان‌های مختلف برای اجزای مختلف ماده شده و منجر به جدایی از اجزای آنها به صورت جریان از ستون می‌شود.
سَوانگاری مایع با عملکرد بالا (High performance liquid Chromatography) که پیشتر به نام سَوانگاری مایع با فشار بالا (High pressure liquid chromatography) نیز نامیده می‌شد، مهم‌ترین و متداول‌ترین روش سَوانگاری است که برای محدوده وسیعی از مواد غیر فرار در زمینه‌های مختلف علوم کاربرد گسترده‌ای دارد. در دهه ۱۹۶۰ با بهره‌گیری از پژوهش‌های انجام شده، مشخص شده بود که کاهش اندازه ذرات فاز ساکن، سبب افزایش کارایی ستون می‌شود. چون ستون‌ها نسبتاً طویل و اندازه ذرات کم است به این جهت قابلیت نفوذ کم می‌شود و برای این که حلال جریان داشته باشد، باید فشار وجود داشته باشد. با کاهش قطر ذرات به ۱۰–۳ میکرومتر و تکامل انواع ستون‌ها و توسعه انواع پمپ‌ها برای تأمین فشار بالاتر و سرعت جریان یکنواخت و پایدار، در اواسط دهه ۱۹۷۰، جداسازی ترکیبات مشابه عملی گردید و سَوانگاری مایع با عملکرد بالا به دستگاهی کارآمد و مهمی در بسیاری از زمینه‌های تحقیقاتی و صنعتی نظیر صنایع آرایشی، غذایی، دارویی، صنایع زیست‌محیطی و تولید انرژی و … تبدیل شد.
در سَوانگاری مایع، فاز متحرک مایع است و فاز ثابت ممکن است مایع یا جامد باشد. نمونه ابتدا در یک حلال حل شده و سپس وارد ستون می‌شود و تحت فشار بالا جریان می‌یابد. انواع مختلفی از اندرکنش‌ها و نیروهای مولکولی در فرایند بازداری مؤثر هستند. سَوانگاری مایع بر اساس نیروهای مؤثر و در نتیجه مکانیسم جداسازی و نوع فاز ساکن به انواع: سَوانگاری تقسیمی (Partition chromatography)، سَوانگاری جذب سطحی (Adsorption chromatography)، سَوانگاری تعویض یونی (Ion-exchange chromatography)، سَوانگاری اندازه-طردی (Size-exclusion chromatography)، سَوانگاری کایرال (Chiral chromatography) و سَوانگاری افینیته (Affinity chromatography) تقسیم می‌شود. سَوانگاری تقسیمی کاربرد بیشتری از انواع دیگر دارد و جداسازی حل شونده‌ها بر مبنای قابلیت متفاوتشان در تقسیم بین فاز متحرک و ساکن استوار است.